# جون ودروف (سياسي)
جون ودروف هو سياسي أمريكي، ولد في 12 فبراير 1826 في West Hartford, Connecticut ‏ في الولايات المتحدة، وتوفي في 20 مايو 1868 في نيو هيفن في الولايات المتحدة. نشط حزبياً في الحزب الجمهوري. وقد انتخب عضو مجلس نواب كونيتيكت ‏ وانتخب عضو مجلس النواب الأمريكي ‏.